# Michael Dixon (baloncestista)
Michael Dixon (Kansas City, Missouri, 1 de diciembre de 1990) es un jugador de baloncesto estadounidense con nacionalidad georgiana que actualmente juega en el Al Ittihad Alexandria de la liga egipcia. Con 1,86 metros de estatura, juega en la posición de base y escolta.

## Trayectoria deportiva
Dixon llegó a Europa para jugar en Lituania en las filas del BC Dzūkija y más tarde jugaría en el BC Pieno žvaigždės, del mismo país.
En 2016, firma con el AEK Atenas tras realizar una buena temporada con el ČEZ Basketball Nymburk
El 8 de julio de 2021, firma por el Wilki Morskie Szczecin de la PLK, la primera división del baloncesto polaco.
El 8 de febrero de 2022, firma por el US Monastir de la liga de Túnez, la Championnat National A (CNA) y la Basketball Africa League. Donde ganó la CNA y la Copa en mayo de 2022. El 28 de mayo se proclamó también campeón de la BAL ante Petro de Luanda, donde fue nombrado MVP del Torneo, tras promediar 16,5 puntos y 4,1 asistencias por partido.
En la temporada 2022-23, Dixon inicia en las filas del Beirut Club de la liga de baloncesto del Líbano.
El 28 de noviembre de 2022, firma por el Kolossos Rodou BC de la A1 Ethniki.

## Selección nacional
Dixon obtuvo la nacionalidad georgiana lo que le permitió jugar para el equipo nacional de ese país en el Eurobasket 2017. 